# بيو (لاعب كرة قدم)
بيو هو لاعب كرة قدم برازيلي في مركز الوسط، ولد في 23 يناير 1988 في فورتاليزا في البرازيل. لعب مع نادي أيه بي سي.

## وصلات خارجية
- بيو (لاعب كرة قدم) على موقع قاعدة بيانات كرة القدم.إي يو (الإنجليزية)
- بيو (لاعب كرة قدم) على موقع Soccerway.com (الإنجليزية)